# Christie (гурт)
Christie — британський рок-гурт, створений Джеффом Крісті за участю музикантів групи The Tremeloes, яка виконувала павер-поп з елементами блюз- та кантрі-року. Світову популярність їй принесли хіти Yellow River (1970) і If Only.

## Історія групи
Джефф Крісті (англ. Jeff Christie) свій перший колектив Outer Limits створив в ранній юності. Спочатку це був скіффл-бенд (де також грали Стен Дрогі, Джеррі Лейтон і Джеррі Сміт), що копіювало етапи раннього розвитку The Beatles і новий колектив вважався йоркширською версією знаменитої четвірки.
Поступово Outer Limits стали виробляти власний стиль, в якому відчувався вплив музики соул. На відміну від більшості любительських груп, ця зуміла випустити кілька синглів, найпомітнішими з яких стали «Just One More Chance»/«Help Me Please» (Deram Records, 1967) і «Great Train Robbery»/«Sweet Freedom» (Instant Records, 1968). Всі пісні репертуару групи писав Джефф Крісті. Характерна в цьому сенсі «Great Train Robbery», де повною мірою виявилася його любов до мелодійних поп-риффів і американській географії і історії (обидві лінії згодом з'єднаються в творчості Christie).
Відносний успіх синглу «Just One More Chance» (на пісню було зроблено кілька каверів) не допоміг групі зберегтися: вона розпалася, і всі її учасники, крім Джеффа вирішили кинути музику. Джефф між тим вирішив продовжувати займатись музикою, але не як автор, а виконавець. Він тяжів до прогресів-року, але розумів, що талант його полягає насамперед у вмінні створити мелодію, яка запам'ятовується. На деякий час він переключився на кантрі-поп і, створивши портфоліо власних композицій, спробував зацікавити ними різні лейбли звукозапису та видавничі компанії.

### «Yellow River»
Нарешті плівки Крісті потрапили до гітариста The Tremeloes Алана Блеклі. Той тут же виділив пісню «Yellow River» і зі своєю групою записав кілька версій. Однак група до цього часу вже мала достатній успіх з власним матеріалом: ці записи були відкладені на полицю. Розуміючи, що «Yellow River» має вибуховий хіт-потенціал, Джефф відхилив пропозиції кількох інших груп записати її і вирішив виконати її в складі нової, власної групи. Алан Блеклі запропонував брату Майкла і гітаристу Віку Елмсу (двоє останніх були учасниками The Epics, де грав також Білл «Ледженд» Файфілд, в майбутньому учасник T. Rex) можливість записати «Yellow River». Так — при посередництві антрепренера Браяна Ленглі (також співробітничав з Tremeloes) — утворилася група, у назву якої (в дусі популярної тоді традиції) перейшло прізвище її фронтмена.
Christie підписали в Англії контракт з CBS — компанією, яка випускала також і пластинки Tremeloes. Дебютний сингл «Yellow River» (по суті, вокал Джеффа плюс вже готовий бекінг-трек з архівів Tremeloes) вийшов навесні 1970 року і відразу став світовим хітом. У Британії він вийшов на 1-е місце (пробувши в чартах 22 тижні), а в США (де його випустила компанія Epic Records) досяг 23-го місця, що було дивно, якщо врахувати, що група за океаном до того часу навіть не виступала.

### «San Bernadino»
Другий сингл «San Bernadino», вийшов в жовтні 1970 року, в Англії піднявся до #7, очолив німецький хіт-парад, а в США зупинився на 92-му рядку. Зате дебютний альбом Christie за океаном мав більший успіх, ніж на батьківщині групи: в списках Біллборда він провів 10 тижнів. Christie негайно підписались на всесвітні тури і протягом наступних двох-трьох років залишалися однією з найбільш «подорожуючих» груп світу. В цей час Блеклі у складі замінив Пол Фентон (англ. Paul Fenton).
Третім синглом компанія вирішила випустити «Man of Many Faces», в альбом не включений; згодом цей вибір у багатьох викликав подив. Успіху цей хід не приніс. Над другим альбомом, For All Mankind, група почала працювати лише в 1971 році. Крісті тут зробив спробу повернутися до «прогресивного» коріння: музика групи стала важчою, в ній з'явилися елементи блюзу та кантрі. CBS стала розкручувати одну з пісень, «Picture Painter», у рекламі, знявши на неї відеокліп. Як не дивно, синглом вона була випущена лише в країнах Південно-Східної Азії. Правда, Christie повернулися в чарти з «Iron Horse», піснею, яку деякі критики називають найкращою композицією групи.
В цей момент до складу приєднався Говард Любін (англ. Howard Lubin) з поп-гурту Unit 4+2: взявши бас, він дозволив Джеффу на сцені грати на інших інструментах. Успіх група отримала і в Південній Америці, причому головним її хітом на цьому континенті стала композиція Віка Елмса «Jo Jo's Band».

### 1973—1976
До того моменту, коли група розпочала працювати над третім альбомом, стосунки між Крісті і Елмслі погіршали. 1973 року Christie тимчасово розпалися, а возз'єдналися вже з Роджером Флавеллом, який замінив Любіна. Останній сконцентрувався на новій для себе кар'єрі продюсера. Він, крім того, написав пісню «Free Inside», яка здобула популярність завдяки кіноверсії популярного британського комедійного телесеріалу «Porridge». Незабаром Пол Фентон, з яким у Джеффа були найтепліші стосунки, перейшов у Carmen.
Джефф оголосив про те, що починає сольну кар'єру і розпустив групу, однак вже через місяць змінив рішення і зібрав новий склад з Роджером Флавеллом. Сюди увійшли також Террі Фогг (англ. Terry Fogg), барабанщик британської групи Sounds Incorporated, і американський гітарист Денні Крігер), який записав з групою сингли «The Dealer» (отримав гарні рецензії, але в британському top 100 піднявся невисоко) і «Alabama», провів іспанське турне і повернувся в США. Його тимчасово замінив Грег Ейнсворт (англ. Greg Ainsworth). Після повернення групи до Британії він і Фогг пішли, а на зміну їм прийшли Тоні Фергюсон (гітара), Роджер Вілліс (ударні) і Грем Вайт (гітара), всі троє — з групи Capability Brown.
Перед початком південноамериканського турне Вайт покинув склад, і Christie знову перетворилися в квартет. Випущена синглом «Guantanamera» («Navajo» на звороті) сприяв зростанню їх популярності на континенті. Після повернення з гастролей Джефф Крісті розпустив склад, але в 1976 році випустив сингл «Most Wanted Man» в США — як Christie. Тут йому допомагали більш ніж респектабельні музиканти: барабанщик Саймон Філліпс (пізніше грав з The Who) і Джон Перрі з Caravan. Однак нові учасники трималися настільки скромно, що фанати групи вирішили, що групи Christie як такої не існує, і Джефф виступає соло.

## Після розпаду
У 1980 році Джефф перейшов на RK Records, де випустив сингли «Tightrope»/«Somebody Else» і «Both Ends of the Rainbow»/«Turn On Your Lovelight» — під своїм ім'ям. Альбом, куди повинні були увійти ці чотири пісні, був вже підготовлений, але виявився невипущеним через те, що лейбл припинив своє існування. Джефф продовжує стверджувати, що таким чином пропали найкращі речі всієї його кар'єри.
В подальшому Крісті продовжив писати пісні (для інших виконавців, у тому числі для Конкурсу пісні Євробачення) і займався викладацькою роботою. Вік Елмс під своїм іменем (а також у складі групи China) випустив кілька синглів. Деякий час він гастролював з Tremeloes, а потім утворив власну версію старої групи, Christie Again. Він написав музику до телесеріалу «Space: 1999». А Пол Фентон став працювати з Mickey finn's T. Rex.

## Учасники
- Джефф Крісті — вокал, бас-гітара (1969—1972), клавішні (1970—1976)
- Вік Елмс — гітара, бек-вокал (1969—1973)
- Майк Блеклі — ударні (1969—1973)
- Лем Любін — бас-гітара (1972—1973)
- Роджер Флавелл — бас-гітара (1973—1974)
- Террі Фогг — ударні (1973—1974)
- Денні Крігер — гітара (1973—1974)
- Тоні Фергюсон — гітара (1974—1975)
- Роджер Вілліс — ударні (1974—1975)
- Грем Вайт — гітара (1974)
- Саймон Філліпс — ударні (1975—1976)
- Джон Перрі — гітара (1975—1976)

## Дискографія

### Студійні альбоми
- 1970 — Christie
- 1971 — For All Mankind
- 1972 — The Third Album?
- 1974 — Los Mas Grandes Exitos

### Сингли
| Рік  | Назва                                  | Позиція       | Позиція          | Позиція |
| Рік  | Назва                                  | U. S. Hot 100 | UK Singles Chart |         |
| ---- | -------------------------------------- | ------------- | ---------------- | ------- |
| 1970 | «Yellow River» (A-Side)                | #23           | #1               |         |
|      | → «Down The Mississippi Line» (B-Side) |               |                  |         |
| 1970 | «San Bernadino» (A-Side)               | #92           | #7               |         |
|      | → «Here I Am» (B-Side)                 |               |                  |         |
| 1970 | «L'amerique»                           |               |                  |         |
| 1971 | «Man Of Many Faces» (A-Side)           |               |                  |         |
|      | → «Country Sam» (B-Side)               |               |                  |         |
| 1972 | «Everything's Gonna Be Alright»        |               |                  |         |
| 1972 | «Iron Horse» (A-Side)                  |               | #47              |         |
|      | → «Every Now And Then» (B-Side)        |               |                  |         |
| 1972 | «Jo Jo's Band» (A-Side)                |               |                  |         |
|      | → «California Sunshine» (B-Side)       |               |                  |         |
| 1973 | «Fools Gold» (A-Side)                  |               |                  |         |
|      | → «Born to Lose» (B-Side)              |               |                  |         |
| 1973 | «The Dealer» (A-Side)                  |               |                  |         |
|      | → «Pleasure And Pain» (B-Side)         |               |                  |         |
| 1974 | «Alabama» (A-Side)                     |               |                  |         |
|      | → «I'm Alive» (B-Side)                 |               |                  |         |
| 1974 | «Guantanamera» (A-Side)                |               |                  |         |
|      | → «Navajo» (B-Side)                    |               |                  |         |
| 1975 | «Space: 1999»                          |               |                  |         |
| 1976 | «Most Wanted Man In The USA» (A-Side)  |               |                  |         |
|      | → «Rockin' Suzanna» (B-Side)           |               |                  |         |
| 1979 | «Turn On Your Lovelight» (A-Side)      |               |                  |         |
|      | → «You and Me» (B-Side)                |               |                  |         |
| 1980 | «Both Ends Of The Rainbow»             |               |                  |         |